# Grande voile d'étai

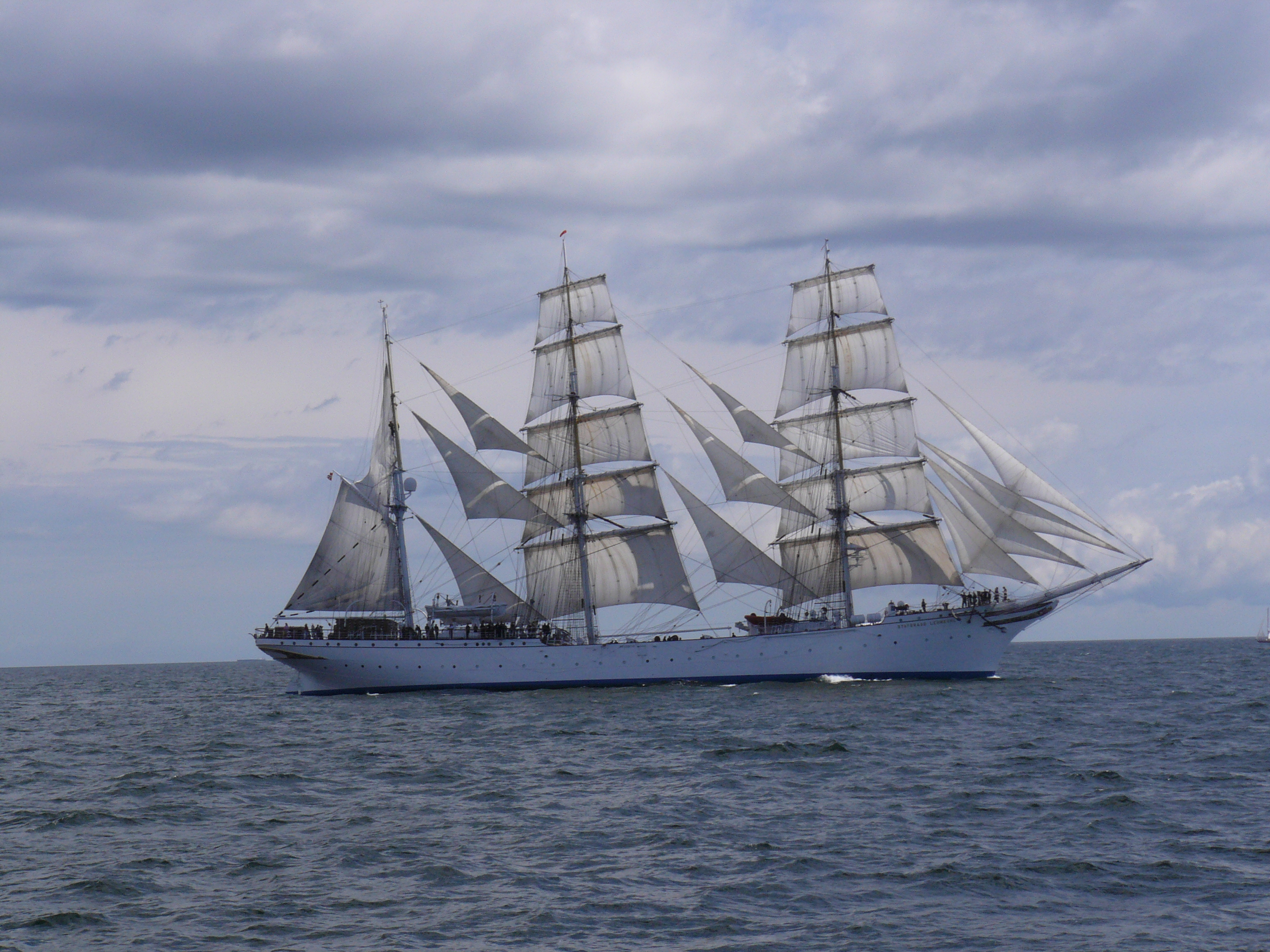
La grande voile d'étai du Christian Radich est la voile d'étai la plus basse entre les mâts avants du navire.

La grande voile d'étai (main staysail en anglais) aussi appelée pouillouse, ou charbonnière, est la plus grande voile d'étai entre les mâts principaux d'un navire, dans la partie la plus basse.

## Description
Elle se situe :
- entre les deux mâts d'un deux-mâts,
- entre le grand-mât et le mât de misaine sur un trois-mâts
- ou entre les mâts principaux sur un navire à quatre mâts ou plus.

Son point de drisse est classiquement fixé à la base du mât de hune, mais elle peut, parfois, être fixée à la base du mât de perroquet. Il s'agit alors d'une très grande voile qui remplace à la fois la grande voile d'étai et la voile d'étai de hune (contre-voile d'étai).

## Étymologie

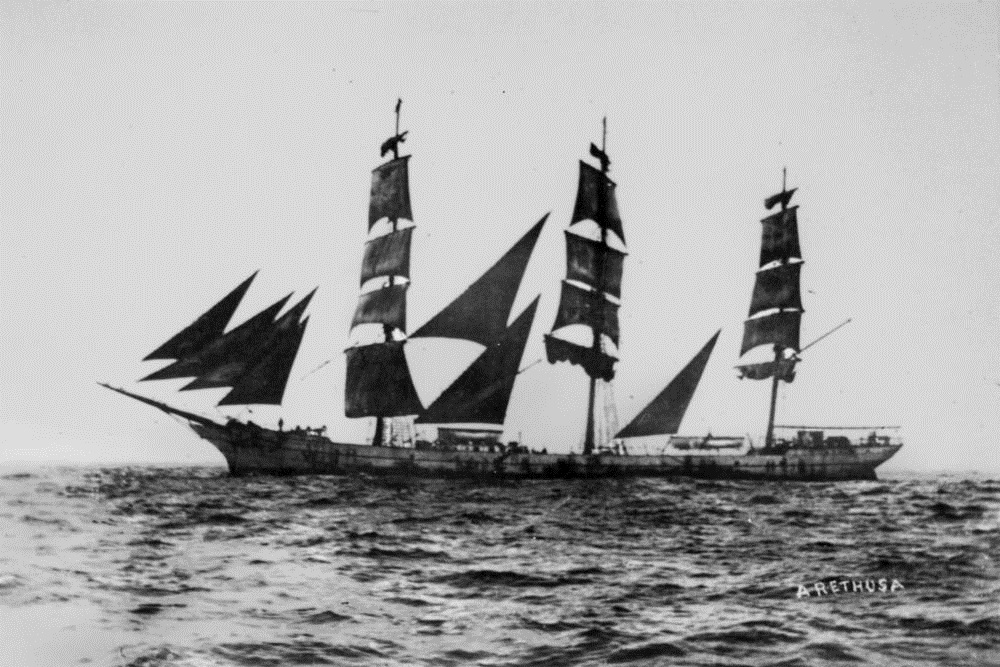
La pouillouse sur lArethusa est la grande voile d'étai entre les mâts avant (voile du bas).

Le surnom de "pouillouse" désigne à la base un aspect pouilleux. Le nom est sans doute lié à la saleté de cette voile sur le passage de la fumée des cuisines du navire (aussi appelée charbonnière pour cette raison).

## Utilisation de la voile
Comme les autres voiles d'étai, elle permet d'augmenter la surface de voile sur les gréements à voiles carrés pour des allures de vent latéral (travers, largue). Toutefois, la grande voile d'étai a un autre usage : autrefois confectionnée avec une toile renforcée, c'était une voile utilisée en cas de très fort vent latéral, lorsque toutes les autres voiles étaient pliées.